# Ágata muscínea

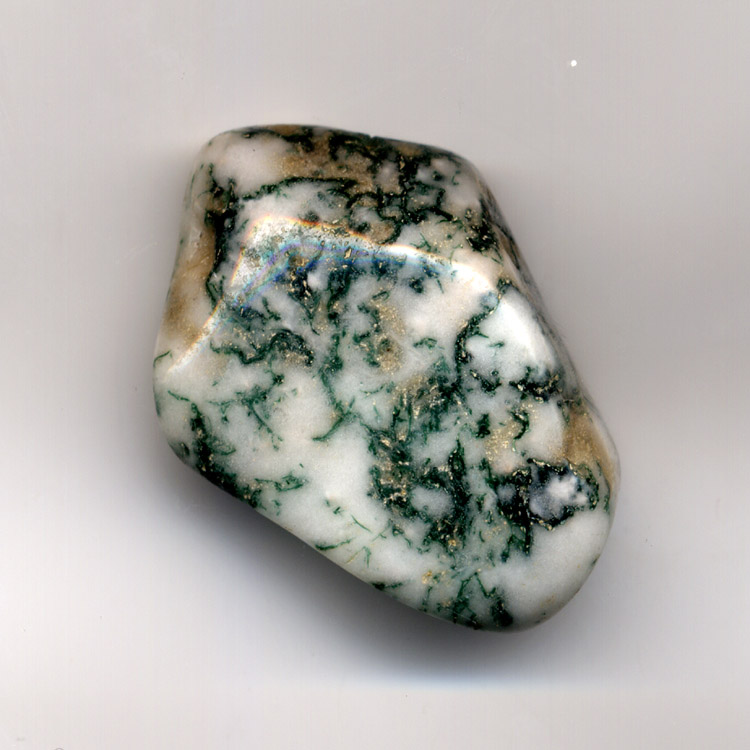
Ágata muscínea (25 mm)

Ágata muscínea ou ágata musgo é uma variedade de ágata com inclusões dendríticas em forma de árvore com cores que vão de verde a negro ou de castanho a vermelho.
A ágata musgosa é encontrada em vários países do mundo, incluindo Índia, Brasil, Uruguai, países da Europa Central e Estados Unidos. Nos EUA, a ágata-musgo Montana é encontrada nos cascalhos aluviais do rio Yellowstone e seus afluentes entre Sidney e Billings, Montana. Foi originalmente formado na área do Parque Nacional de Yellowstone, em Wyoming, como resultado da atividade vulcânica. Na ágata-musgo de Montana, a cor vermelha é o resultado do óxido de ferro e a cor preta é o resultado do óxido de manganês.